# 웨이비스
웨이비스(Wavice Inc.)주식회사는 대한민국의 5세대 이동통신(5G) 소재 제조 기업이다. 질화갈륨 전력증폭소자를 생산한다.  

## 상장
과거 스팩 합병을 통한 코스닥 상장을 추진하다 연기한 바 있다 2024년 대신증권을 주관사로 공모가 15,000원에 코스닥 시장에 상장하였다. 

## 투자
2023년 프리IPO 투자 성격의 146억원 규모의 시리즈E 투자유치를 마무리했다.

## 참고문헌
1. ↑  윤진현, '칠전팔기' 웨이비스, 코스닥 노크…'포스트밸류'는, 더벨, 2023년 11월 24일
2. ↑  조영갑, 'IPO 숨 고르기' 웨이비스, 스팩 대신 직상장 나설까, 더벨, 2021년 11월 17일
3. ↑  김상훈, 5G소재 업체 ‘웨이비스’ 프리IPO 성공, 2023년 9월 14일